# Donne in amore
Donne in amore (Women in Love) è un film del 1969 diretto da Ken Russell.
Il film è un'analisi delle varie facce dell'amore, intrecciato indissolubilmente alla morte.
Nel 1989 Russell ha girato La vita è un arcobaleno, che racconta le vicende antecedenti a questo film.

## Trama
Nell'Inghilterra del 1920, una timida maestra si innamora di un ispettore scolastico, mentre la sorella, una scultrice anticonformista, dà vita a un rapporto passionale e torbido con un industriale.
E anche tra i due uomini nascerà un sentimento ambiguo.

## Produzione
Il soggetto è tratto dal romanzo Donne innamorate di David H. Lawrence.
Inizialmente il ruolo di Gerald fu proposto a Michael Caine, il quale però rifiutò.
Suscitò scandalo per la scena della lotta nuda dei due uomini che si dicono: "Noi siamo mentalmente e spiritualmente vicini, perciò dobbiamo esserlo anche fisicamente".

## Riconoscimenti
- 1971 - Premio Oscar
  - Miglior attrice protagonista a Glenda Jackson
  - Candidatura al miglior regista a Ken Russell
  - Candidatura alla migliore sceneggiatura non originale a Larry Kramer
  - Candidatura alla migliore fotografia a Billy Williams
- 1971  - Golden Globe
  - Miglior film straniero in lingua inglese (Regno Unito)
  - Candidatura al miglior regista a Ken Russell
  - Candidatura alla miglior attrice in un film drammatico a Glenda Jackson
- 1970 - Premio BAFTA
  - Candidatura al Miglior film
  - Candidatura al migliore regista a Ken Russell
  - Candidatura alla miglior attrice protagonista a Glenda Jackson
  - Candidatura al miglior attore protagonista a Alan Bates
  - Candidatura al miglior attore o attrice debuttante a Jennie Linden
  - Candidatura alla migliore sceneggiatura a Larry Kramer
  - Candidatura alla migliore fotografia a Billy Williams
  - Candidatura alla migliore scenografia a Luciana Arrighi
  - Candidatura ai migliori costumi a Shirley Russell
  - Candidatura alla migliore colonna sonora a Georges Delerue
- 1971 - New York Film Critics Circle Awards
  - Miglior attrice protagonista a Glenda Jackson
- 1971 - National Society of Film Critics Award
  - Miglior attrice protagonista a Glenda Jackson

Nel 1999 il British Film Institute l'ha inserito all'87º posto della lista dei cento migliori film britannici del XX secolo.